# 卡诺尔
卡诺尔（Kanor），是印度拉贾斯坦邦Udaipur县的一个城镇。总人口12616（2001年）。

## 人口
该地2001年总人口为12616人，其中男性为6816人，女性为5800人；0—6岁人口为1479人，其中男为786人，女为693人；识字率67.28%，其中男性为78.45%，女性为54.16%。